# Wood Producciones
Wood Producciones es una productora de cine y televisión fundada por el director de cine Andrés Wood y Francisco Arévalo en 1993. Junto con Fábula es una de las productoras más importantes del país. A nivel internacional sus producciones han ganado dos premios Platino y un premio Goya, y también han sido galardonados en los festivales de Huelva, La Habana y Sundance. Su serie Los 80 obtuvo el "Reconocimiento a la excelencia" por parte del Consejo Nacional de Televisión de Chile en 2008 y 2010.

## Cine
- Historias de fútbol (1997) (Andrés Wood)
- El desquite (1999) (Andrés Wood)
- La fiebre del loco (2001) (Andrés Wood)
- Machuca (2004) (Andrés Wood)
- La Hija del General (2006) (María Elena Wood)
- La buena vida (2008) (Andrés Wood)
- Mi último round (2011) (Julio Jorquera)
- Locas mujeres (2011) (María Elena Wood)
- Violeta se fue a los cielos (2011) (Andrés Wood)
- La lección de pintura (2011) (Pablo Perelman)
- Araña (2019) (Andrés Wood)
- 1976 (2022) (Manuela Martelli)
- La vaca que cantó una canción hacia el futuro (2023) (Francisca Alegría)

Co-producciones
- El bonaerense (2002) (Pablo Trapero)
- Nacido y criado (2006) (Pablo Trapero)

## Televisión
- Los 80 (2008-2014).
- Violeta se fue a los cielos, la serie (2012). Adaptación a serie de la película con escenas inéditas.
- Ecos del desierto (2013)
- Pulseras rojas (2014)
- Ramona (2017)
- Mary & Mike (2018)
- Noticia de un secuestro (2023)

## Premios
Premios Goya
| Año  | Título                      | Categoría                     | Resultado |
| ---- | --------------------------- | ----------------------------- | --------- |
| 2004 | Machuca                     | Mejor película iberoamericana | Candidato |
| 2009 | La buena vida               | Mejor película iberoamericana | Ganador   |
| 2011 | Violeta se fue a los cielos | Mejor película iberoamericana | Candidato |
| 2019 | Araña                       | Mejor película iberoamericana | Candidato |
| 2022 | 1976                        | Mejor película iberoamericana | Candidato |

Premios Platino
| Año  | Título                  | Categoría                                   | Resultado |
| ---- | ----------------------- | ------------------------------------------- | --------- |
| 2020 | Araña                   | Platino al cine y educación en valores      | Candidato |
| 2023 | 1976                    | Mejor Ópera Prima                           | Ganador   |
| 2023 | Noticia de un secuestro | Mejor Miniserie o Teleserie Cinematográfica | Ganador   |

Premios Ariel
| Año  | Título                      | Categoría                     | Resultado |
| ---- | --------------------------- | ----------------------------- | --------- |
| 2005 | Machuca                     | Mejor película iberoamericana | Candidato |
| 2012 | Violeta se fue a los cielos | Mejor película iberoamericana | Candidato |
| 2023 | 1976                        | Mejor película iberoamericana | Candidato |

Premios Cóndor de Plata
| Año  | Título                      | Categoría                     | Resultado |
| ---- | --------------------------- | ----------------------------- | --------- |
| 2012 | Violeta se fue a los cielos | Mejor película iberoamericana | Candidato |

Premio Pedro Sienna
| Año  | Título                      | Categoría                     | Resultado |
| ---- | --------------------------- | ----------------------------- | --------- |
| 2009 | La buena vida               | Mejor largometraje de ficción | Ganador   |
| 2011 | Violeta se fue a los cielos | Mejor largometraje de ficción | Ganador   |
| 2022 | 1976                        | Mejor largometraje de ficción | Ganador   |